# Andreas Kuckertz

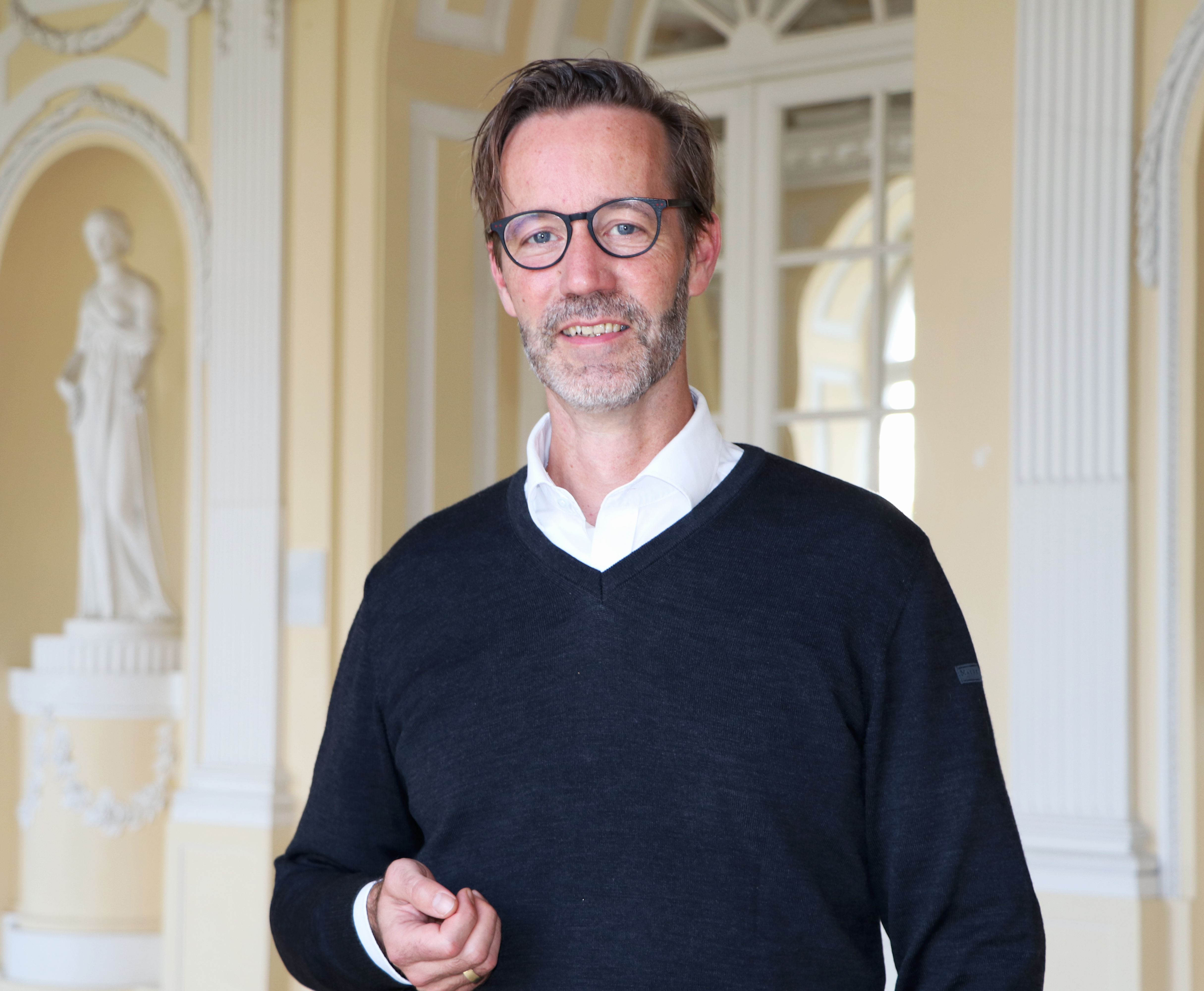
Andreas Kuckertz (2021)

Andreas Kuckertz (* 23. September 1972 in Düsseldorf) ist ein deutscher Wirtschaftswissenschaftler und Universitätsprofessor für BWL, insbesondere Unternehmensgründungen und Unternehmertum, an der Universität Hohenheim in Stuttgart. Zwischen Oktober 2018 und Dezember 2024 war er darüber hinaus Präsident des Forschungsnetzwerk Entrepreneurship, Innovation und Mittelstand, der nach eigenen Angaben größten wissenschaftlichen Vereinigung für Entrepreneurship, Innovation und Mittelstand im deutschsprachigen Raum.

## Ausbildung und Werdegang
Andreas Kuckertz ist in Düsseldorf geboren und aufgewachsen. Nach der Grundschule besuchte er in Düsseldorf und Neuss das Gymnasium. Im Anschluss an das Abitur im Jahr 1992 leistete Kuckertz im 3. Fallschirmjägerbataillon 314 in Oldenburg (Oldb) seinen Wehrdienst ab. Anschließend absolvierte er eine kaufmännische Ausbildung bei der Rheinisch-Bergischen Druckerei- und Verlagsgesellschaft.
Nach der Ausbildung immatrikulierte sich Kuckertz im Jahr 1996 zuerst an der Universität Marburg und dann an der Universität Leipzig für die Fächer Kommunikations- und Medienwissenschaften, Betriebswirtschaftslehre und Philosophie. Im Jahr 2001 schloss er sein Studium mit einer Magisterarbeit über die Identifikation verlegerischer Erfolgspotenziale und deren Nutzung im Buchverlagsmanagement ab.
2005 promovierte Andreas Kuckertz summa cum laude bei Tobias Kollmann an der Fakultät für Wirtschaftswissenschaften der Universität Duisburg-Essen mit einer informationsökonomisch fundierten Dissertation über die Dynamik des Beteiligungsprozesses in Venture-Capital-Finanzierungen. Während seiner Promotionszeit arbeitete Andreas Kuckertz als wissenschaftlicher Mitarbeiter zuerst an der Christian-Albrechts-Universität zu Kiel und dann an der Universität Duisburg-Essen.
Kuckertz verfolgte nach der Promotion weiter die akademische Laufbahn und arbeitete als wissenschaftlicher Mitarbeiter und zuletzt als akademischer Rat an der Universität Duisburg‐Essen. Ebenda legte Kuckertz im Jahr 2011 seine kumulative Habilitationsschrift zum „Gründungsprozess innovativer Unternehmen. Theorie und Empirie zu Vorgründungs‐, Umsetzungs‐ und Wachstumsphase“ vor, wofür ihm die Venia legendi für das Fach Betriebswirtschaftslehre verliehen wurde.
Nach einer Vertretungsprofessur an der Technische Universität Dortmund zwischen 2011 und 2012 folgte Andreas Kuckertz im Jahr 2012 dem Ruf der Universität Hohenheim, an der er seitdem das Fachgebiet für Unternehmensgründungen und Unternehmertum (Entrepreneurship) leitet.

## Forschungs- und Lehrschwerpunkte
Grundsätzlich orientiert sich Kuckertz Forschungsansatz an der unternehmerischen Praxis und ist, wie eben auch Entrepreneurship, opportunitätsgetrieben. Seine Forschungsrichtungen sind entsprechend umfänglich und methodisch vielfältig. Seine Arbeiten fokussieren auf Unternehmertum in der Bioökonomie, unternehmerische Ökosysteme und deren Akteure sowie Entrepreneurship Education und den Wissenstransfer von der Wissenschaft in die Praxis.
Zu seinen Vorlesungen zählen Entrepreneurship, Corporate Entrepreneurship, Entrepreneurial Marketing sowie Grundlagenfächer der allgemeinen Betriebswirtschaftslehre. Darüber hinaus bietet Kuckertz verschiedene praxisnahe oder verstärkt wissenschaftliche Seminare und Projekte an und unterstützt Studierende dabei, früh Verantwortung zu übernehmen, indem sie unternehmerische Denk- und Handelsweisen auf ihr Leben übertragen.

## Einstellung und Ansichten
Bei Auftritten in den öffentlichen Medien erklärt Kuckertz regelmäßig aktuelle und grundlegende Sachverhalte zu den Themen Gründung und Innovation. So kritisiert er immer wieder eine mangelnde Kultur des Scheiterns in Deutschland, die mehr unternehmerischer Aktivität im Weg stehe und damit die Innovationsfähigkeit Deutschlands belaste und plädiert für eine „Kultur der zweiten Chance“. Die Ausbildung von unternehmerisch denkenden Menschen an Universitäten und Hochschulen sieht er weniger als ein bildungspolitisches Instrument des Transfers von Forschungsergebnissen in mehr universitäre Ausgründungen, als vielmehr als eine Aufgabe im Einklang mit den klassischen Idealen der humboldtschen Universität, die primär selbstverantwortliche Individuen zu ermöglichen habe.

## Veröffentlichungen (Auswahl)
Andreas Kuckertz ist Autor verschiedener wirtschaftswissenschaftlicher Bücher und in wissenschaftlichen Fachzeitschriften veröffentlichter Artikel.
- mit Tobias Kollmann, Christoph Stöckmann (Hrsg.): Gabler Kompakt-Lexikon Unternehmensgründung - 2000 Begriffe nachschlagen, verstehen, anwenden. 3. Auflage. Springer Gabler, Wiesbaden 2021, doi:10.1007/978-3-658-30901-5.
- Management: Corporate Entrepreneurship. Springer Gabler, 2017, doi:10.1007/978-3-658-13066-4.
- mit Tobias Kollmann, Christoph Stöckmann: Das 1 x 1 des wissenschaftlichen Arbeitens: von der Idee bis zur Abgabe. Springer-Verlag, Wiesbaden 2016, doi:10.1007/978-3-658-10707-9.
- Management: Entrepreneurial Marketing. Springer Gabler, Wiesbaden 2015, doi:10.1007/978-3-658-08980-1.
- Der Beteiligungsprozess bei Wagniskapitalfinanzierungen: Eine informationsökonomische Perspektive. Deutscher Universitäts-Verlag, Wiesbaden 2006 (econbiz.de).
- mit Tobias Kollmann: E-Venture-Capital. Springer Gabler, Wiesbaden 2003, doi:10.1007/978-3-663-10010-2.